# تالانگالا
تالانگالا (به لاتین: Talangalla) یک منطقهٔ مسکونی در سری‌لانکا است که در استان جنوبی (سری‌لانکا) واقع شده‌است.